# Andrzej Kasten
Andrzej Kasten ps. „Zulejka” (ur. 20 sierpnia1923 w Warszawie, zm. 20 lutego 2020 tamże) – polski rzeźbiarz, rysownik, „Zulejka” żołnierz Armii Krajowej, oddziałów majora Jana Piwnika „Ponurego” i Tomasza Wójcika „Tarzana”.

## Działalność kombatancka
W latach 1943–1944 żołnierz Zgrupowań Partyzanckich AK „Ponury” i I batalionu 2 pp Leg. AK „Nurta”. Występował pod ps. „Zulejka”. Od końca lat 60. zaangażowany w działalność Środowiska Świętokrzyskich Zgrupowań Partyzanckich AK „Ponury”-„Nurt”. Od 1991 członek Kapituły Honorowej Odznaki Zasługi im. mjr. Jana Piwnika „Ponurego”.

## Działalność artystyczna
W latach 1951–1956 studiował na Warszawskiej Akademii Sztuk Pięknych i w 1958 uzyskał dyplom na Wydziale Rzeźby w pracowni prof. Franciszka Strynkiewicza. Oprócz rzeźby zajmował się medalierstwem, rysunkiem i ceramiką. Był członkiem Związku Polskich Artystów Plastyków od 1958, projektantem Instytutu Wzornictwa Przemysłowego w latach 1961–1968.
Został pochowany na Cmentarzu Powązkowskim w Warszawie (kwatera 283 wprost-6-25).
Ważniejsze prace:
- pomnik Kościuszkowców, Warszawa (Praga Północ),
- pomnik Waleriana Łukasińskiego, Warszawa (Nowe Miasto),
- pomnik mjr. Jana Piwnika "Ponurego", Wąchock,
- pomnik Żołnierzy Armii Krajowej, Oleszno[7].

## Galeria

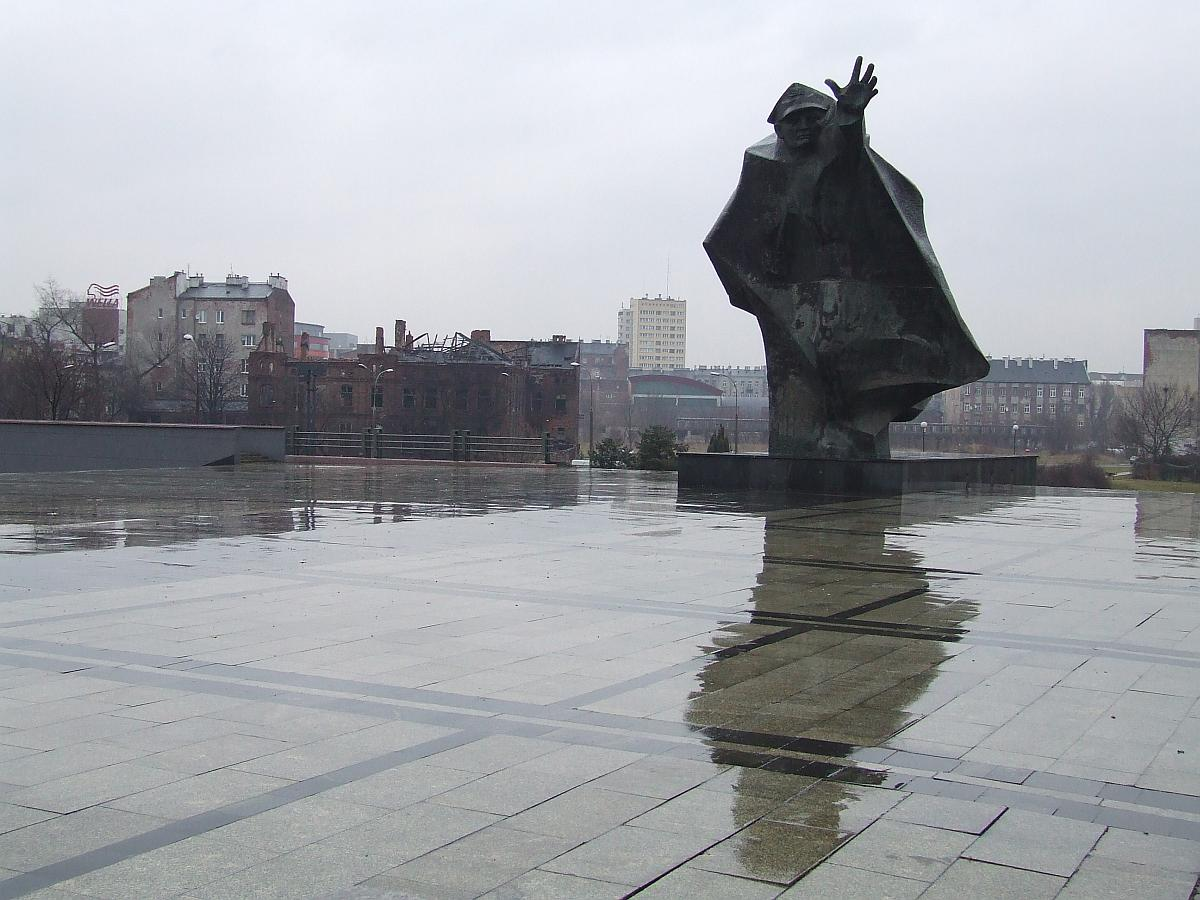
Pomnik Kościuszkowców
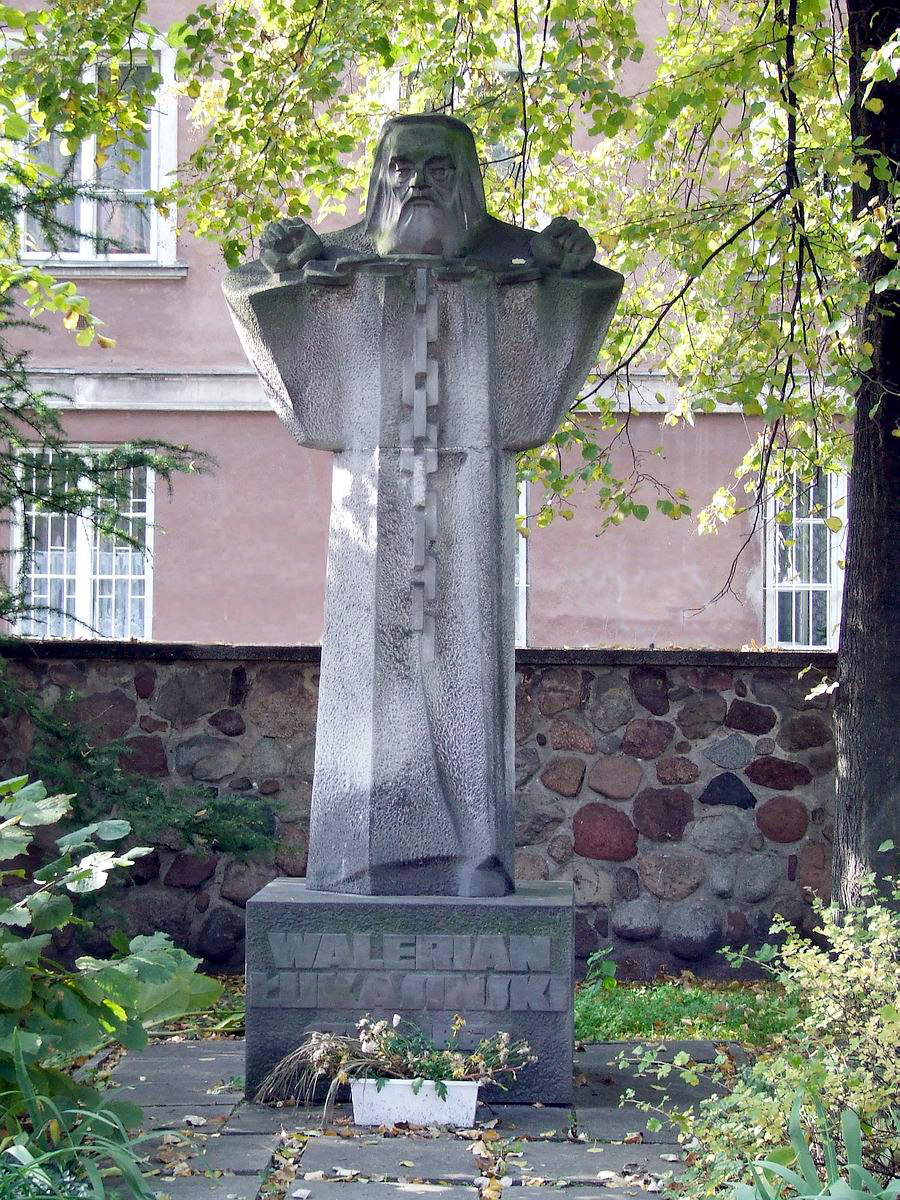
Pomnik Waleriana Łukasińskiego
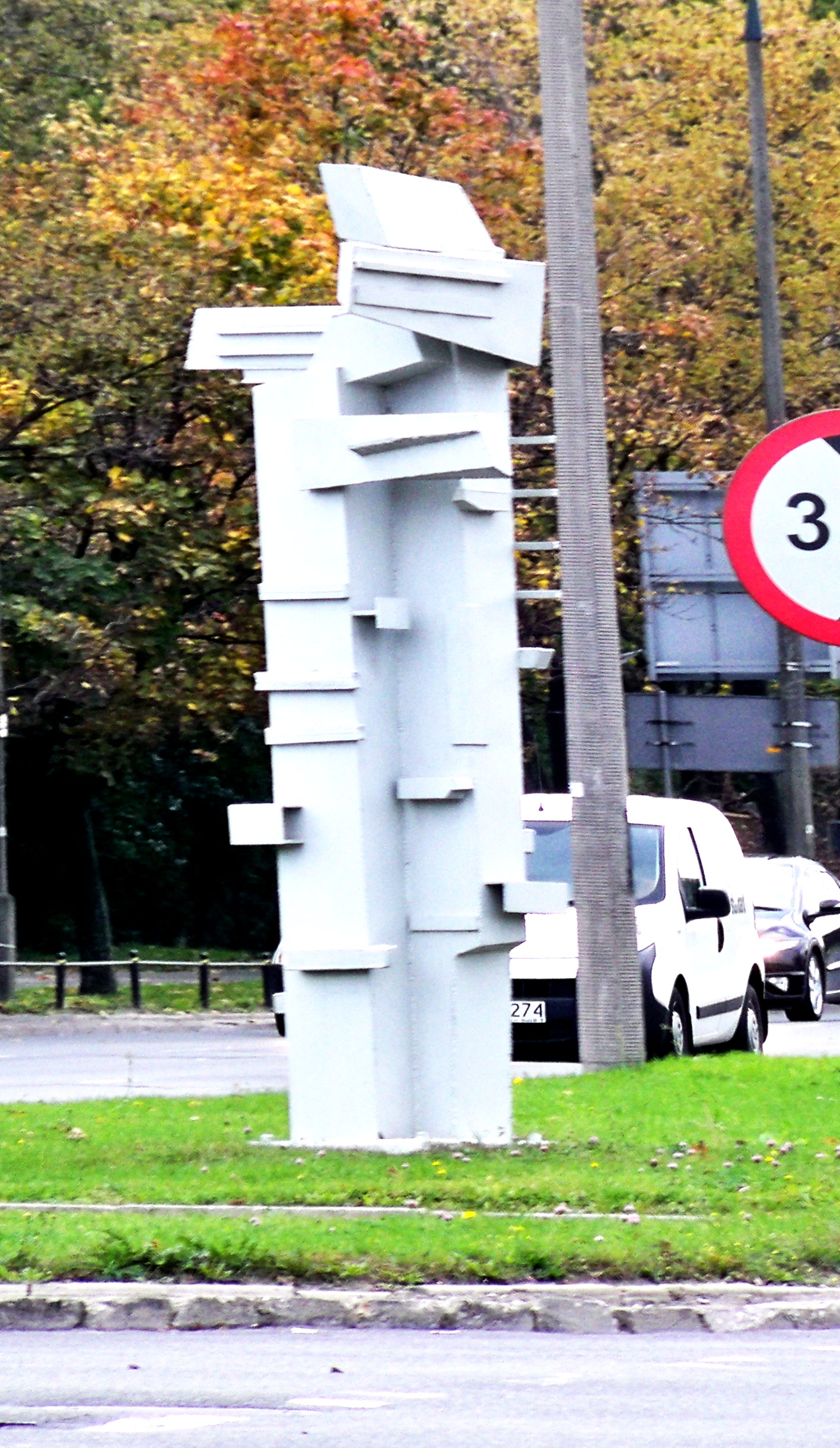
Drogowskazy, jedna z rzeźb galerii samochodowej